# Gregorec
Gregorec je priimek v Sloveniji, ki ga je po podatkih Statističnega urada Republike Slovenije na dan 1. januarja 2010 uporabljalo 273 oseb in je med vsemi priimki po pogostosti uporabe uvrščen na 1.493. mesto. Pogostejša različica priimka je Gregorc.

## Znani nosilci priimka
- Anita Gregorec, igralka
- Lavoslav Gregoréc (1839—1924), duhovnik, politik in časnikar
- Pankracij Gregorec /Gregorc (1867—1920), duhovnik, pesnik in pisatelj
- Srečko Gregorec (Feliks, Srečko Gregorc) (1894—1972), duhovnik, verski organizator, pesnik
- Stanko Gregorec, politik, župan občine Kobilje